# Сангачальский караван-сарай
Сангачальский караван-сарай (азерб. Sanqaçal karvansarası) — средневековый караван-сарай, расположенный близ посёлка Сангачал Карадагского района города Баку в Азербайджане, в 45 км от Баку, на старинном караванном пути Баку — Сальян. С XIX века указанный караванный путь потерял своё торговое значение и в связи с этим, караван-сарай перестал использоваться.

## История

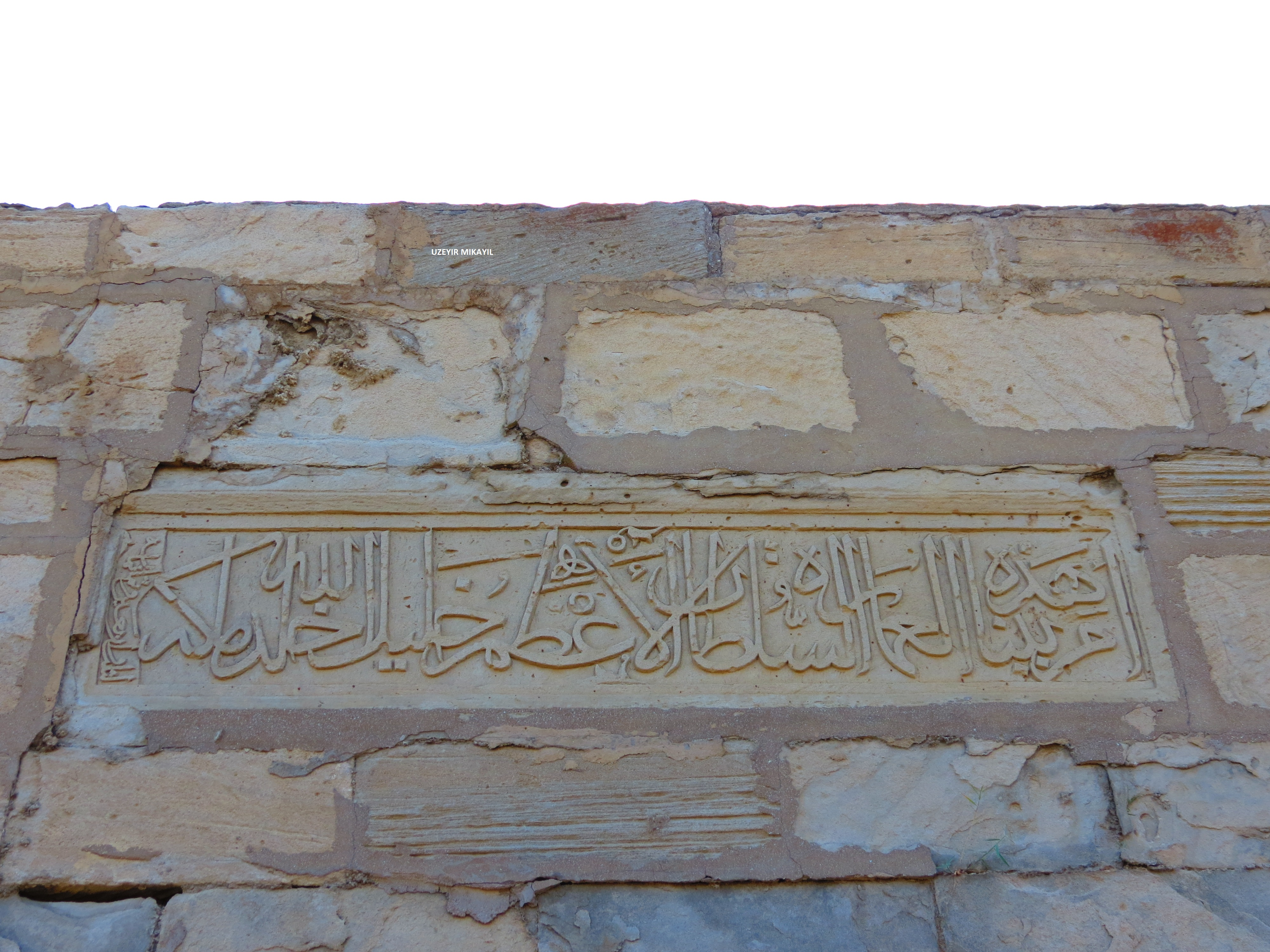
Китабе на фасаде караван-сарая

Сангачальский караван-сарай находится на берегу бухты Каспийского моря, слева протекает небольшая пресная речка Джейранкечмез. Справа караван-сарай защищен от ветров нагромождением скалистых камней.
Караван-сарай Сангачал был построен на некогда оживленном торговом тракте, соединявшем Баку с Сальянами. На данном тракте имелось несколько караван-сараев. Так, в местечке до наших дней сохранился караван-сарай XV века Гарачы, ближе к Сангачалу имелся Енги караван-сарай, построенный на средства купца Хваджа Хаджи Баба (II половина XVI века). В фонде дворца Ширваншахов хранится каменная плита с надписью, указывающая, что между Баку и Сангачалом был караван-сарай, также построенный купцом Хваджа Хаджи Баба. Однако дольше всех (до XIX века) действовал только караван-сарай Сангачал. Так, И.Н.Березин, побывавший здесь в I половине XIX века, указывает Сангачалький караван-сарай как «единственное место с пресной водой».
На северо-восточном фасаде караван-сарая сохранилась китабе. Арабская надпись гласит: 

«Приказал соорудить это здание (имарет) великий султан Халилулла, да увековечит (Аллах) его правление (в) восемьсот сорок третьем (году)»— 1439-40 год
 Это же время указывали в своих записях И.Лерх, И.Березин, Б.Дорн. Историк архитектуры Ш.Фатуллаев-Фигаров полагает, что архитектурные особенности здания караван-сарая позволяют отнести его к периоду XIV - XV веков. В указанное время вышеописанная территория входила в территорию государства Ширваншахов. Халилулла, указанный в надписи, – это ширваншах Халилуллах I, правивший в 1417- 1462 годах. Интересно, что многочисленные караван-сараи, сохранившиеся внутри бакинской крепости и за её пределами, были построены именно в период правления этого ширваншаха. 

## Архитектурные особенности
Структура караван–сарая и его архитектурные особенности детально описаны историками архитектуры Л.Бретаницким и Ш.Фатуллаевым. Исследователи полагают, что караван-сарай Сангачал – один из наиболее типичных караван-сараев XIV - XV века по планировке и архитектурному облику.  Внешний облик караван-сарая определяет правильный прямоугольник прямых стен, сложенных из чисто тесанного крупного камня-известняка. Их стыки и оси укреплены небольшими массивными полуцилиндрами, своеобразными пережитками башен оборонительных сооружений. Наличие полукруглых башен, декоративных элементов на внешних стенах и своеобразных окон делает Сангачальский караван-сарай похожим на оборонительное сооружение. В центре главного – юго-восточного – фасада над стенами значительно возвышается большой портал. Объёмная композиция построена на контрастных приемах, когда подчеркнутому фасаду центральной части и развитой формы входу противопоставлены низкие куртины стен с угловыми осевыми башнями по периметру.
Архитектура фасадов лишена какого-либо декора, для всего комплекса характерны чередование широких и узких рядов каменной кладки, слегка выступающая каменный карниз и редко расположенные каменные водостоки – гаргульи. 
Караван-сарай в плане прямоугольный. Сангачальский караван-сарай, так же, как и Миаджикский (Апшеронский полуостров, XV век) имеет внутренний двор. Вход устроен довольно оригинально: между двумя небольшими помещениями в нижнем ярусе портала находится перекрытый стрельчатым сводом глубокий проем, который ведёт во внутренний двор. Внутренняя планировка караван-сарая строго симметрична. Двор обрамлен изолированными помещениями. Часть предназначалась для купцов, в некоторых помещался вьючный скот и хранились товары. Две каменные распашные лестницы Г-образной формы в плане ведут в двухэтажную портальную часть. В верху центрального объёма главного фасада располагалось балахане – три небольшие комнаты, к которым со двора и вели открытые лестницы. Вероятно, комнаты балахане предназначались для наиболее знатных людей каравана. Застройки помещений разнятся: поперечная – двухрядная, продольная - однорядная. Напротив входа расположено открытого типа помещение со стрельчатой аркой. Боковые крылья дворовой застройки – замкнутого типа, с редко расставленными проемами по периметру помещений конюшен. Перекрытие всех помещений составили стрельчатые своды, характерные для каменного зодчества. Строительные работы, в особенности кладка стрельчатых сводов, были высокого качества. 
Вопрос снабжения отдыхающего каравана питьевой водой был не менее существенен, нежели обеспечение его безопасности. Поэтому одним из непременных условий выбора места для строительства караван-сарая и являлась близость источника. Кроме реки, находившейся в непосредственной близости от караван-сарая, водоснабжение осуществлялось посредством двух овданов у восточного фасада караван-сарая. Подземные водосборники довольно большого объёма, покрытые стрельчатыми сводами и предназначенные для каптажа и хранения подпочвенных ключевых вод, находятся на сравнительно большой глубине от поверхности земли. К ним ведут пологие лестницы, покрытые «ползучими» цилиндрическими сводами, сложенными из тесанных каменных плит. Небольшие отверстия в замке сводов служат для вентиляции скупо освещенных подземелий. В подземные помещения ведут небольшие надземные сооружения с обычными стрельчатыми проёмами в традиционных прямоугольных обрамлениях. Небольшие, но выразительные объёмы овданов с подчеркнутыми стрельчатыми арками порталов вступили во взаимодействие с архитектурными формами караван-сарая, создавая единую объемно-пространственную среду.
По мнению Л.Бретаницкого, «родство стиля архитектурного облика караван-сарая с памятниками ширвано-апшеронского круга несомненно. В этом убеждает сходство компоновки архитектурных масс, близость лаконичных, но подчеркнуто пластически трактованных архитектурных форм и тождество связанных с ними конструкций. Многочисленные позднейшие памятники аналогичного назначения и облика свидетельствуют, что этот тип сооружений оказался весьма устойчивым.». По мнению Ш.Фатуллаева, «караван-сарай в Сангачалах – период формирования и развития гражданских сооружений на новом этапе осмысления стилистических особенностей апшеронского зодчества, положивших начало строительству многих построек подобного типа.».
«Привязанность» торговой инфраструктуры континентальной Азии к обслуживанию караванной торговли на дальние расстояния привела к тому, что разрушение Шелкового пути привело к упадку и этой инфраструктуры. Но, по мнению исследователей, караван-сарай Сангачал не был заброшен: небольшие следы ремонтно–восстановительных работ и перестроек свидетельствуют, что здание функционировало длительное время.

## Современное состояние
На территории караван-сарая в 90-х годах XX века была предпринята попытка организовать кафе и даже проведены незаконные внутренние и внешние переделки (конюшня и кельи, а также складские помещения частично переделаны под кухню и комнаты кафе, двор вымощен облицовочными плитами, на фасаде установлены плиты с названием кафе, установлены декоративные металлические решетки и т.п.). Хотя соответствующие государственные органы предотвратили строительство, последствия его до сих пор сохраняются.
В 2008 году на международной конференции «Путь Страбона как часть Великого Шелкового пути», проведенной под эгидой Международного Института Центральноазиатских исследований ЮНЕСКО доктором философии по истории, доцентом Сабухи Ахмедовым был зачитан доклад на тему «Музей «Азербайджан на Великом Шелковом пути» в караван-сарае Сангачал». Высказанная на конференции идея организовать на территории караван-сарая музей «Азербайджан на Великом Шелковом пути» была поддержана оргкомитетом конференции.
По мнению автора, вышеуказанный музей может быть создан в караван-сарае Сангачал, так как: 
1. Это реальный исторический памятник, связанный с Великим Шелковым путем. В самом памятнике есть возможность проведения реставрационных работ, создания тематической экспозиции «В одном переходе от Баку» (посредством манекенов и муляжей воссоздать отдых каравана, прибывшего из далеких стран);
2. Находки якорей в бухте показывают, что часть товаров, привезенных по суше, отправлялась морским путем, т.е. имеется возможность демонстрации морской торговли;
3. Обкатанные морем скалы рядом с караван-сараем наглядно показывают уровень, какой достигал Каспий в период средневековья;
4. Структура караван-сарая и овданов как образца классического караван-сарая и в то же время сооружения ширвано-апшеронской архитектурной школы позволяет продемонстрировать как функционирование караван-сарая, так и уровень развития средневековой архитектуры Азербайджана;
5. Окрестности караван-сарая не застроены, что позволяет построить современное музейное здание, где будут научные экспозиции и фонды  музея, а также служебные помещения.

## Галерея изображений

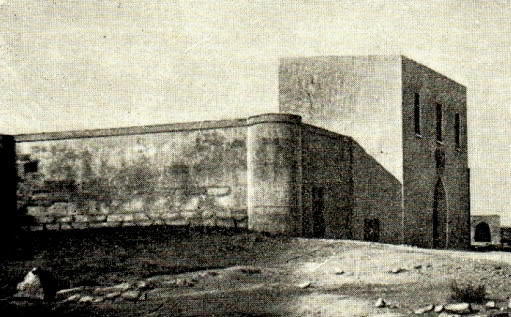
Караван-сарай в начале XX века
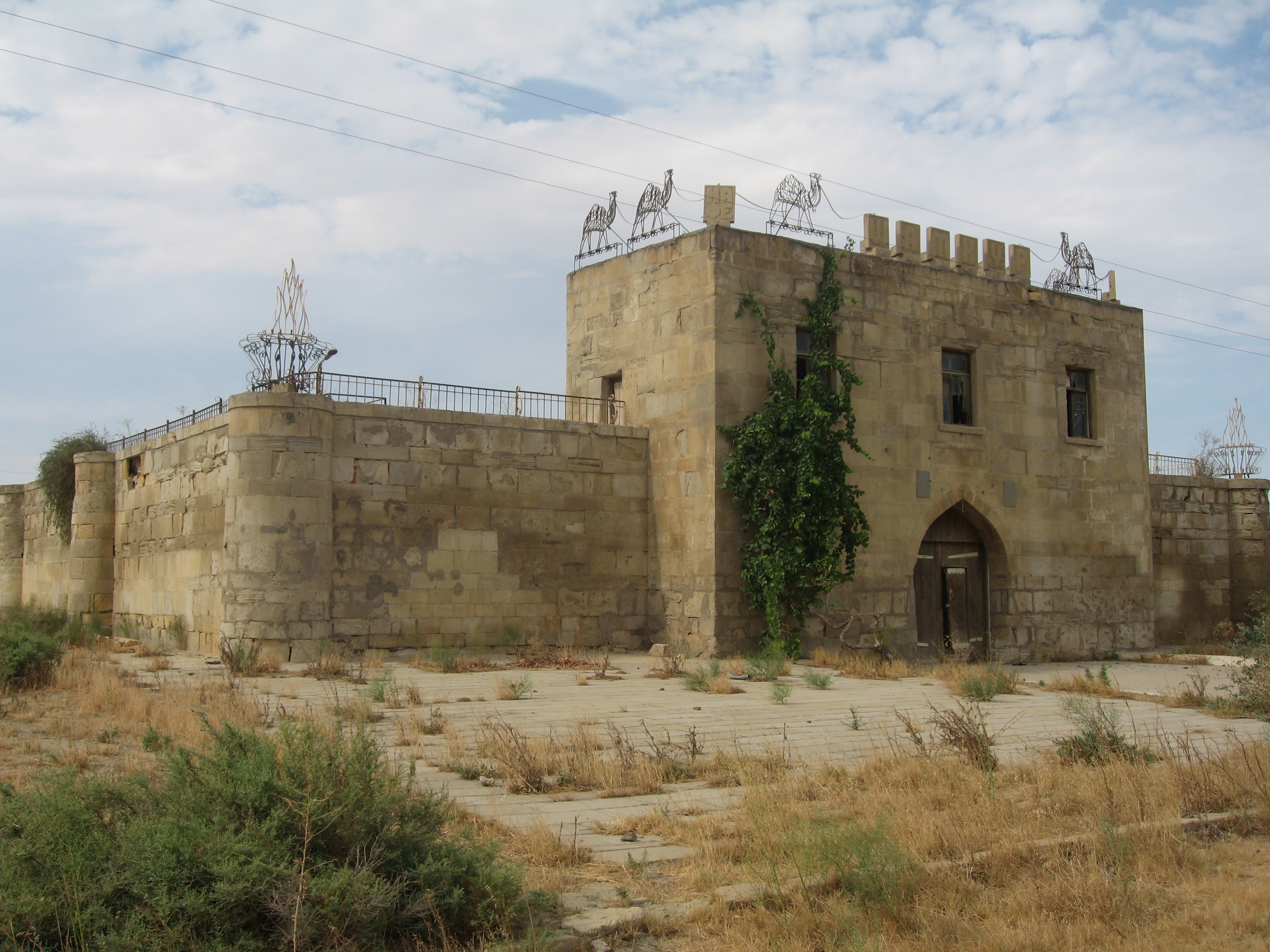
Караван-сарай в 2007 году. После строительных работ под кафе
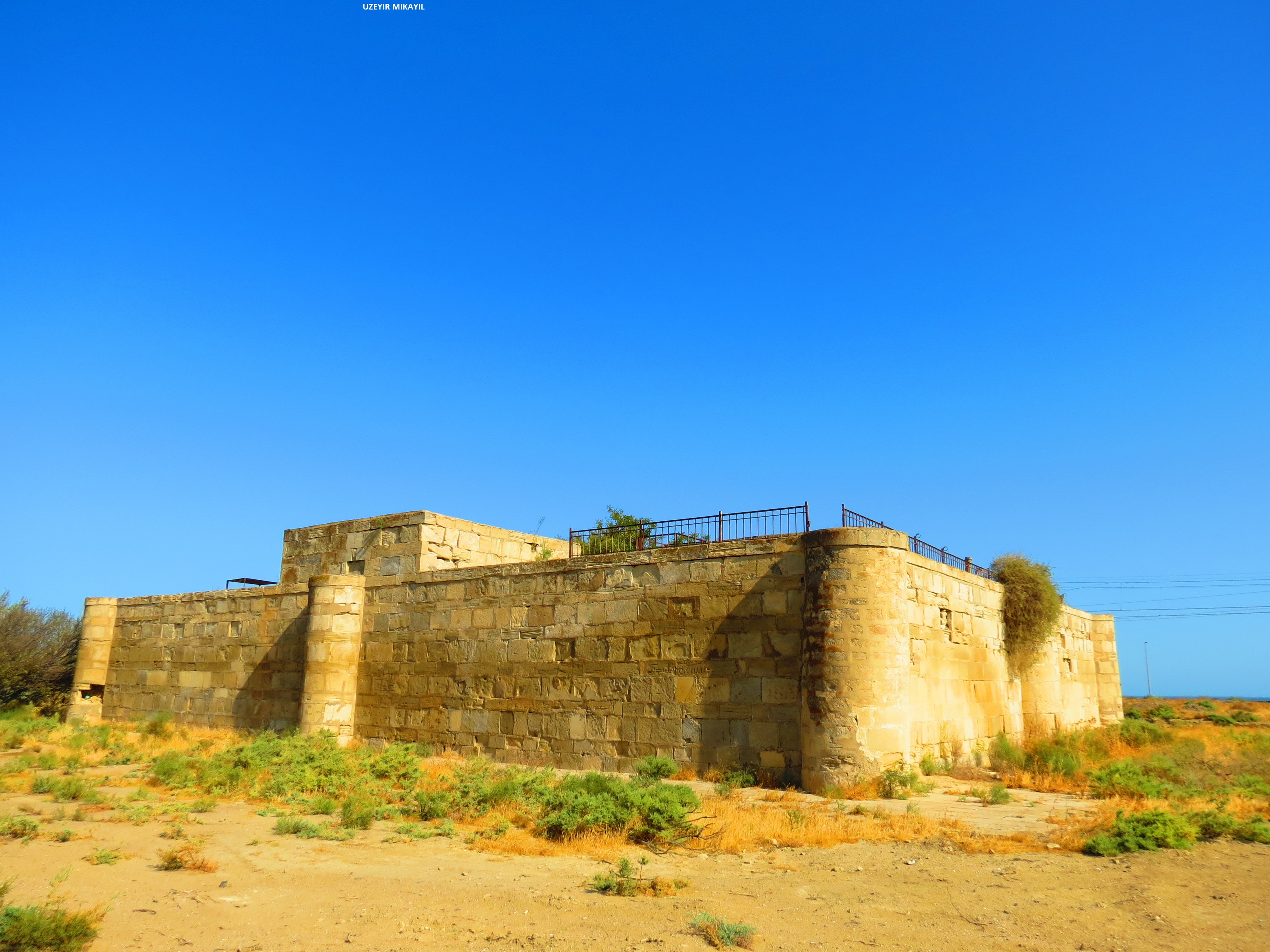
Задняя часть караван-сарая
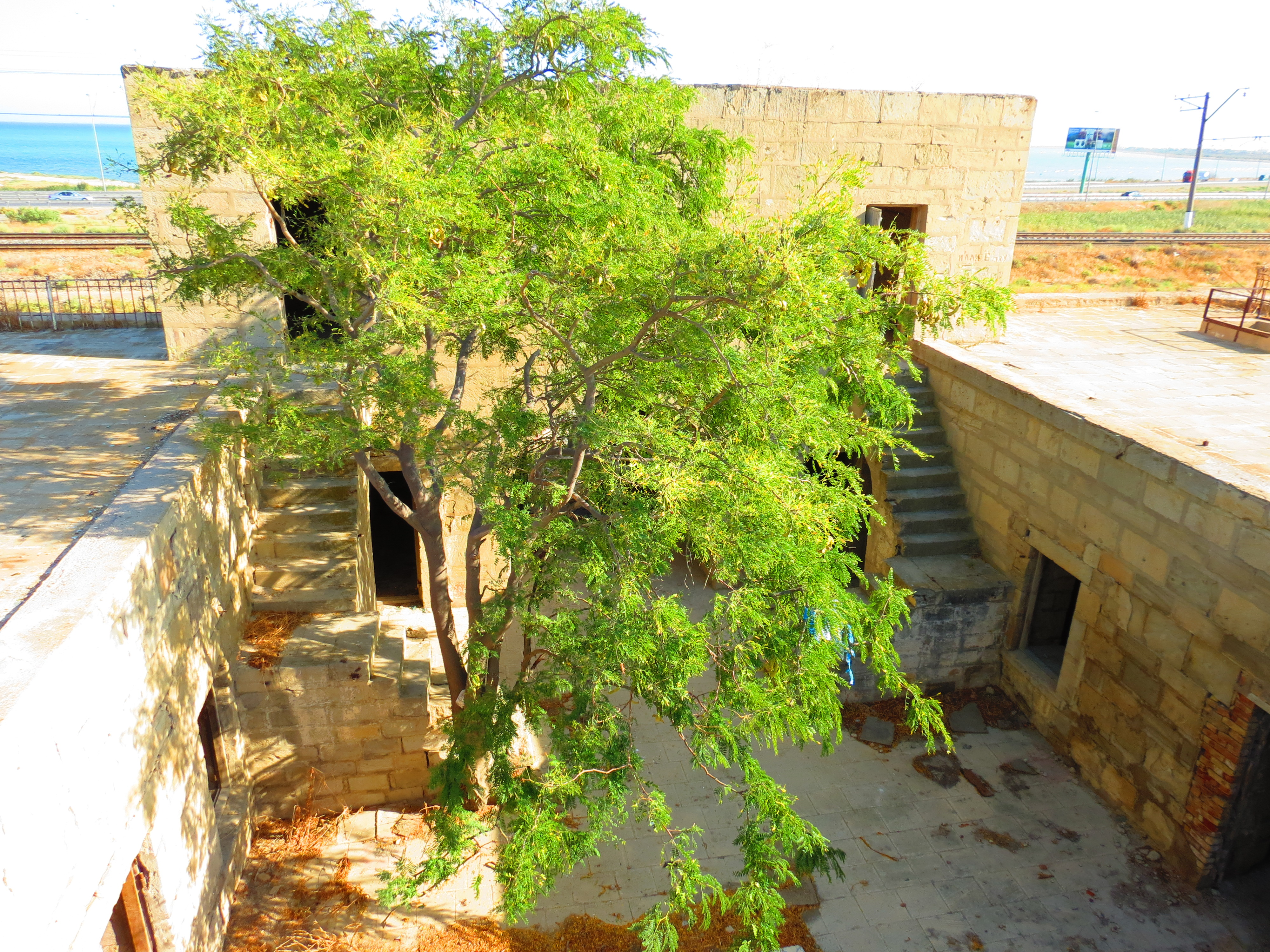
Внутренний двор караван-сарая
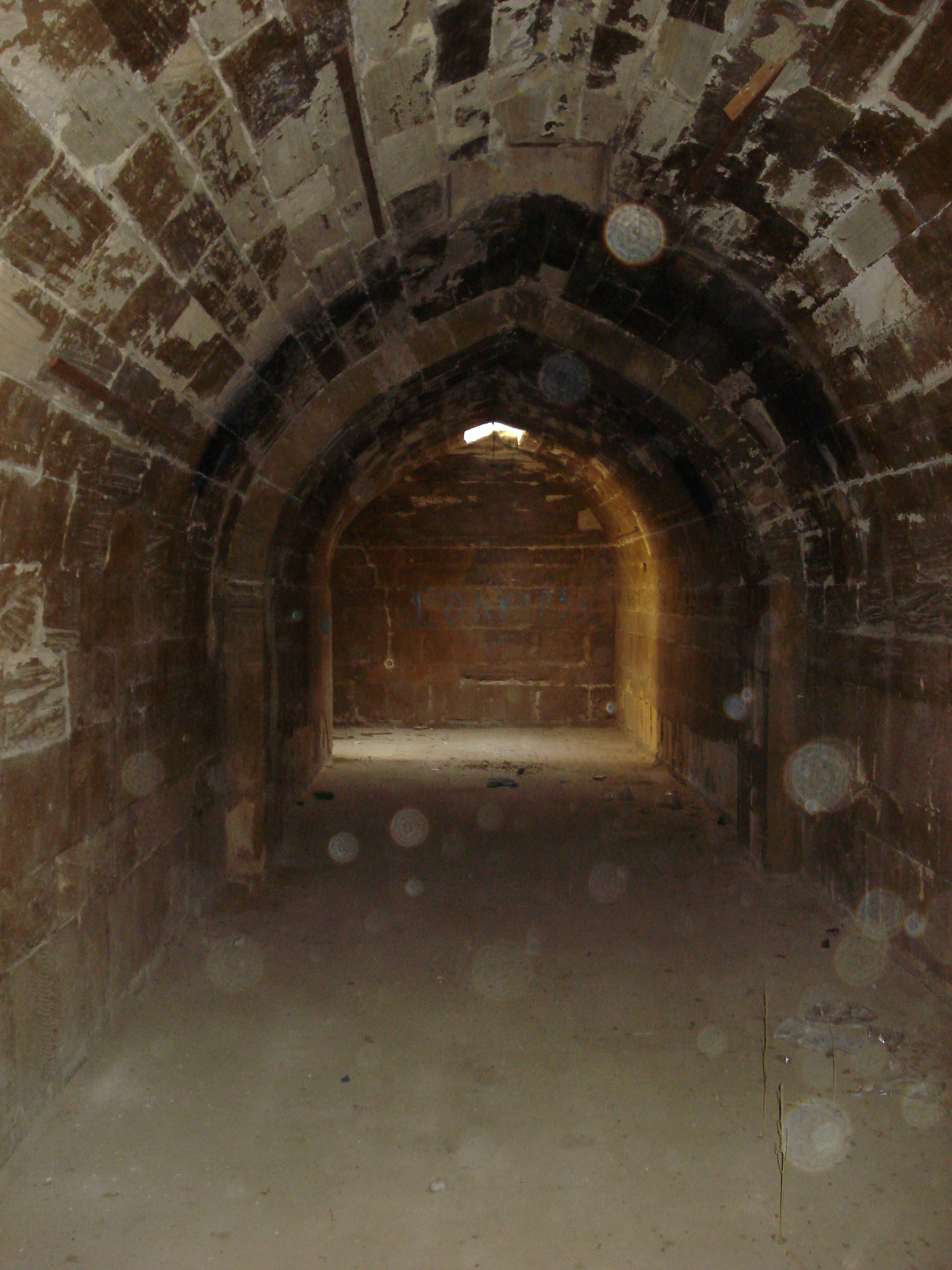
Складские помещения Сангачальского караван-сарая